# Вола (Фрозиноне)
Вола је насеље у Италији у округу Фрозиноне, региону Лацио.
Према процени из 2011. у насељу је живело 181 становника. Насеље се налази на надморској висини од 99 м.